# Saison 2016 de l'équipe cycliste Leopard
La saison 2016 de l'équipe cycliste Leopard est la cinquième de cette équipe.

## Préparation de la saison 2016

### Arrivées et départs
| Arrivées        | Équipe 2015                     |
| --------------- | ------------------------------- |
| Jan Brockhoff   | AWT-Greenway                    |
| Aksel Nõmmela   | Probikeshop Saint-Étienne Loire |
| Fábio Silvestre | Trek Factory Racing             |
| Joël Zangerlé   | Cult Energy                     |

| Départs           | Équipe 2016     |
| ----------------- | --------------- |
| Kevin Feiereisen  | ?               |
| Kristian Haugaard | ColoQuick-Cult  |
| Marco König       | ?               |
| Brent Luyckx      | ?               |
| Viktor Manakov    | Gazprom-RusVelo |
| Matthias Plarre   | ?               |
| Luc Turchi        | Basso Bikes     |

## Coureurs et encadrement technique

### Effectif
| Effectif 2016                                               | Effectif 2016     | Effectif 2016 | Effectif 2016                          |
| Cycliste                                                    | Date de naissance | Pays          | Équipe précédente                      |
| ----------------------------------------------------------- | ----------------- | ------------- | -------------------------------------- |
| Jan Brockhoff                                               | 3 décembre 1994   | Allemagne     | AWT-Greenway (2015)                    |
| Jan Dieteren                                                | 12 avril 1993     | Allemagne     | Stölting (2014)                        |
| Carmelo Foti (25 mai–31 déc.)                               | 12 septembre 1994 | Italie        | Viris Maserati-Sisal Matchpoint (2015) |
| Alexander Krieger                                           | 28 novembre 1991  | Allemagne     | Team Stuttgart (2014)                  |
| Pit Leyder (25 mai–31 déc.)                                 | 11 janvier 1997   | Luxembourg    |                                        |
| John Mandrysch (22 juill.–31 déc.)                          | 18 octobre 1996   | Allemagne     | MLP Bergstraße (2015)                  |
| Massimo Morabito                                            | 25 février 1993   | Luxembourg    |                                        |
| Aksel Nõmmela                                               | 22 octobre 1994   | Estonie       | Probikeshop Saint-Étienne Loire (2015) |
| Patrick Olesen                                              | 9 octobre 1994    | Danemark      | Trefor (2013)                          |
| Pit Schlechter                                              | 26 octobre 1990   | Luxembourg    | Continental Team Differdange (2010)    |
| Fábio Silvestre                                             | 25 janvier 1990   | Portugal      | Trek Factory Racing (2015)             |
| Laurent Vanden Bak                                          | 2 octobre 1989    | Belgique      | An Post-ChainReaction (2014)           |
| Tom Wirtgen                                                 | 4 mars 1996       | Luxembourg    | UC Dippach (2014)                      |
| Joël Zangerlé                                               | 11 octobre 1988   | Luxembourg    | Cult Energy (2015)                     |
|                                                             |                   |               |                                        |
| Sources : ProCyclingStats Cycling Quotient Cycling Archives |                   |               |                                        |

Portraits
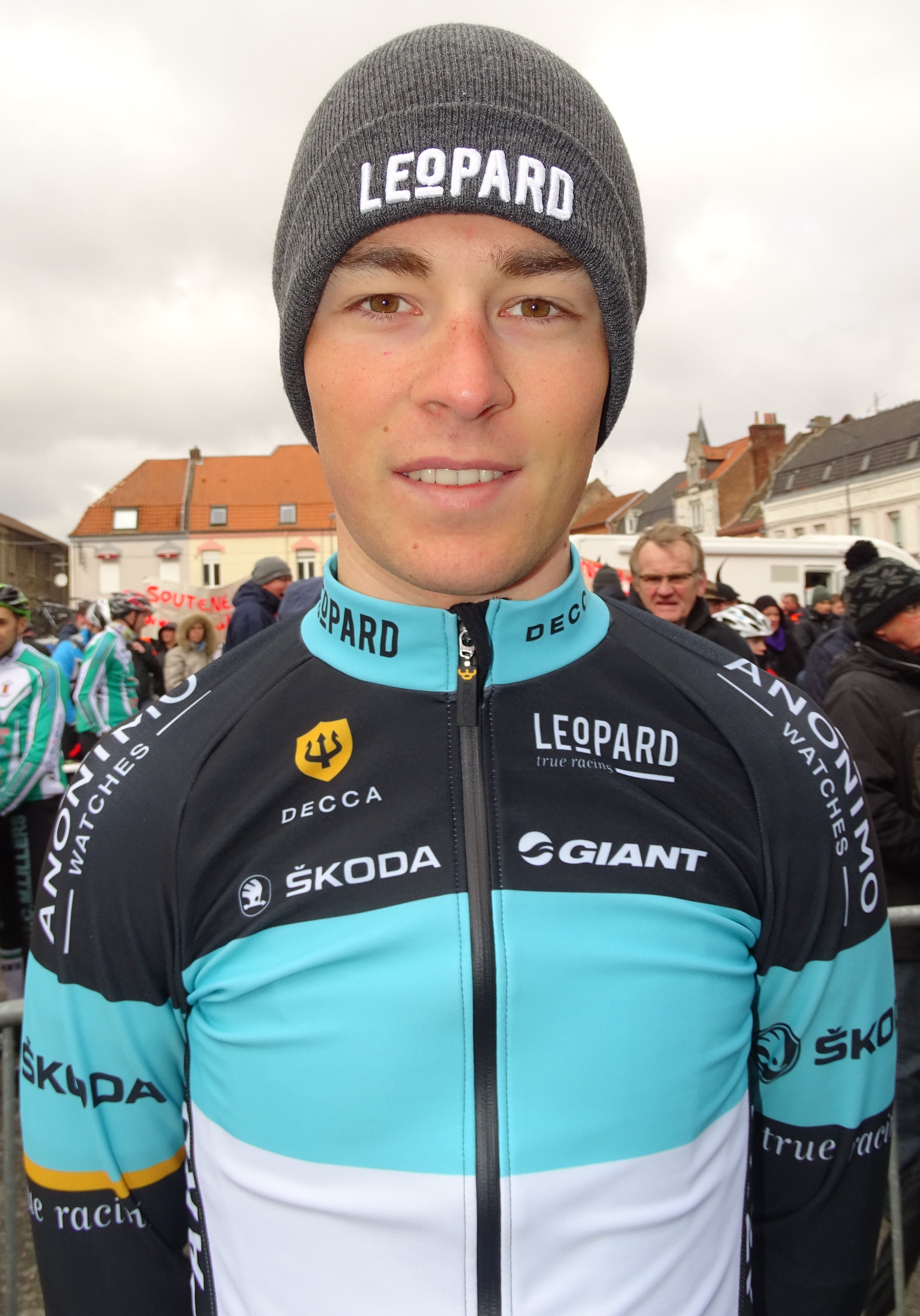
Jan Brockhoff.
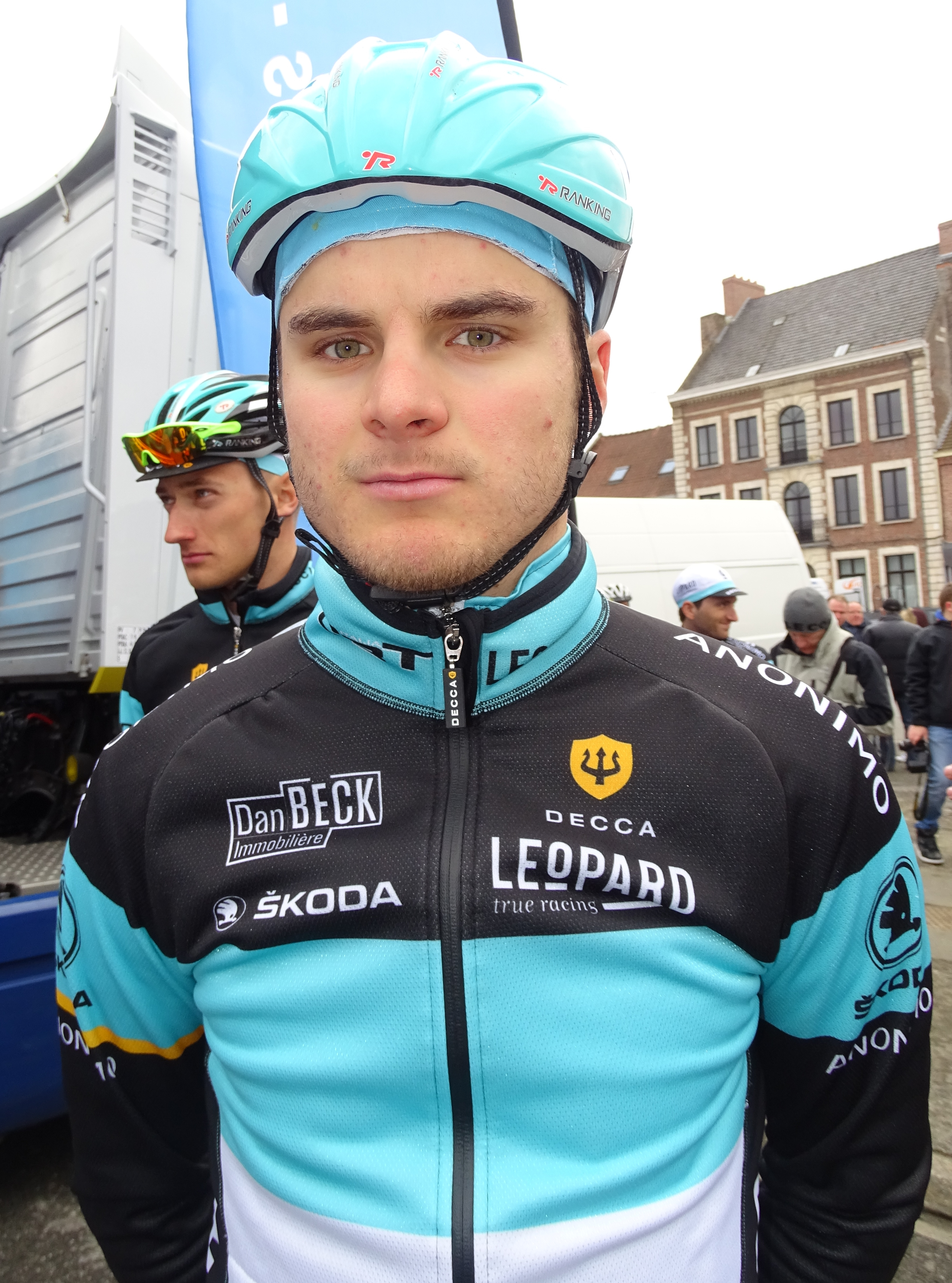
Alexander Krieger.
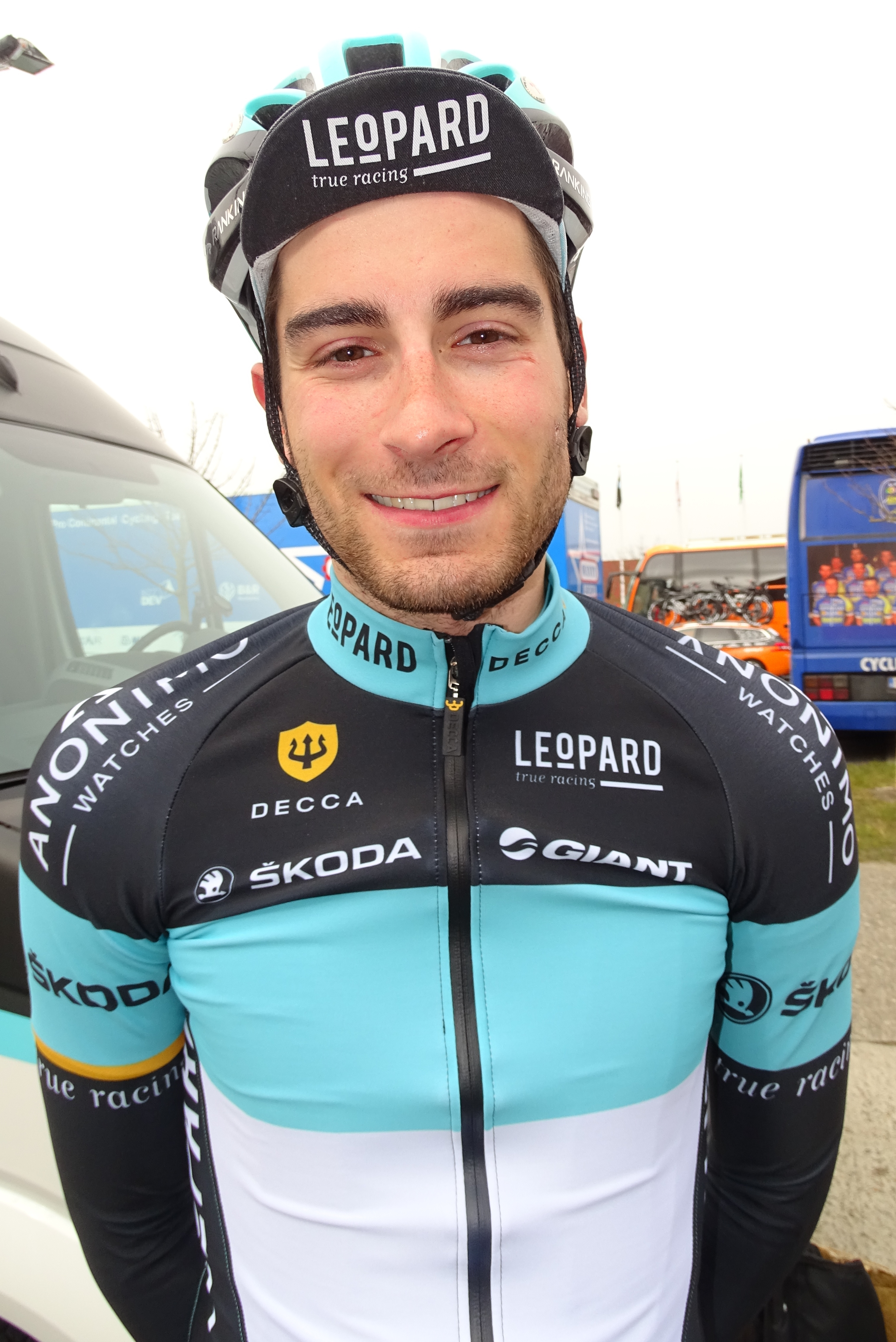
Massimo Morabito.
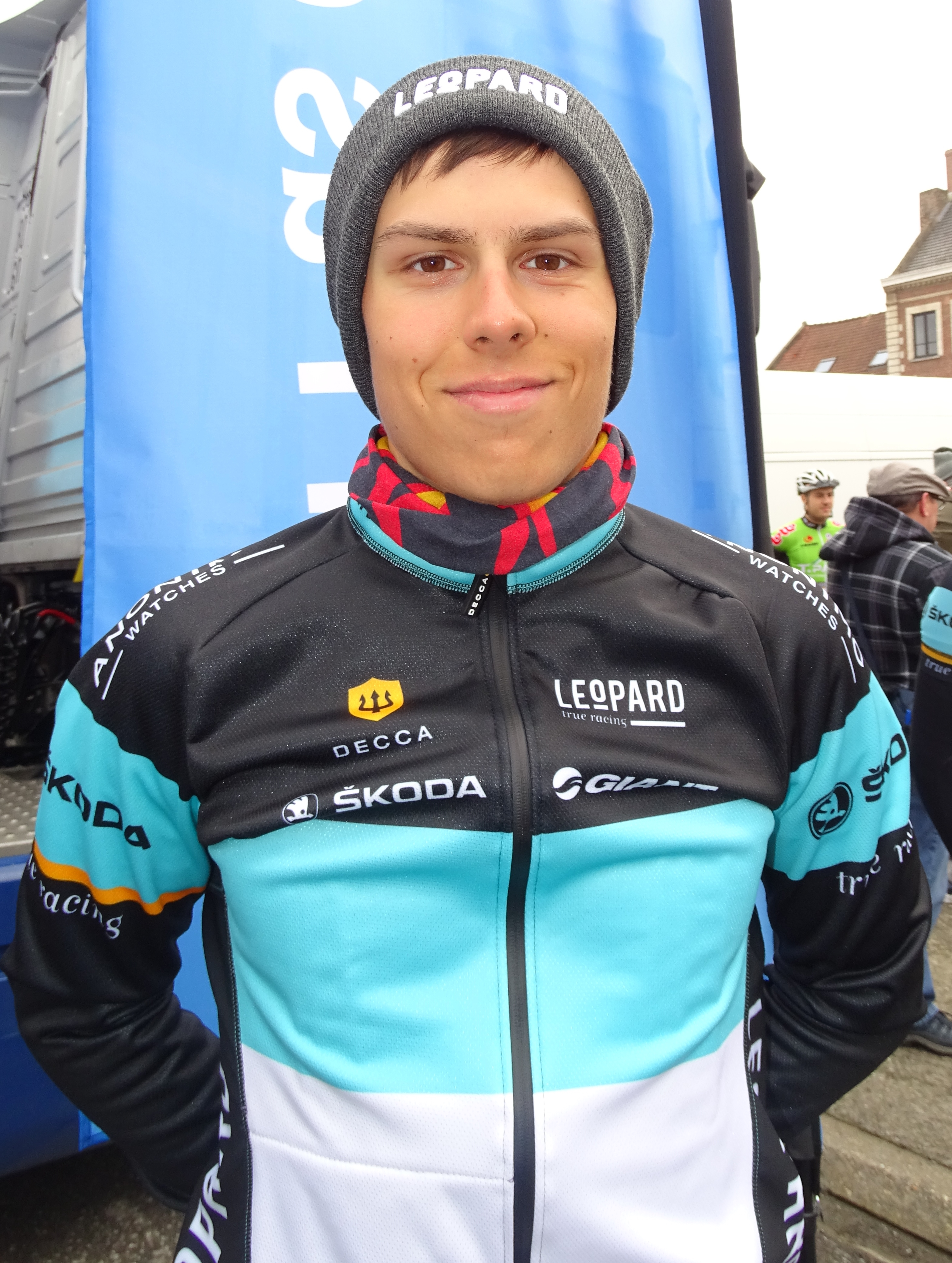
Aksel Nõmmela.
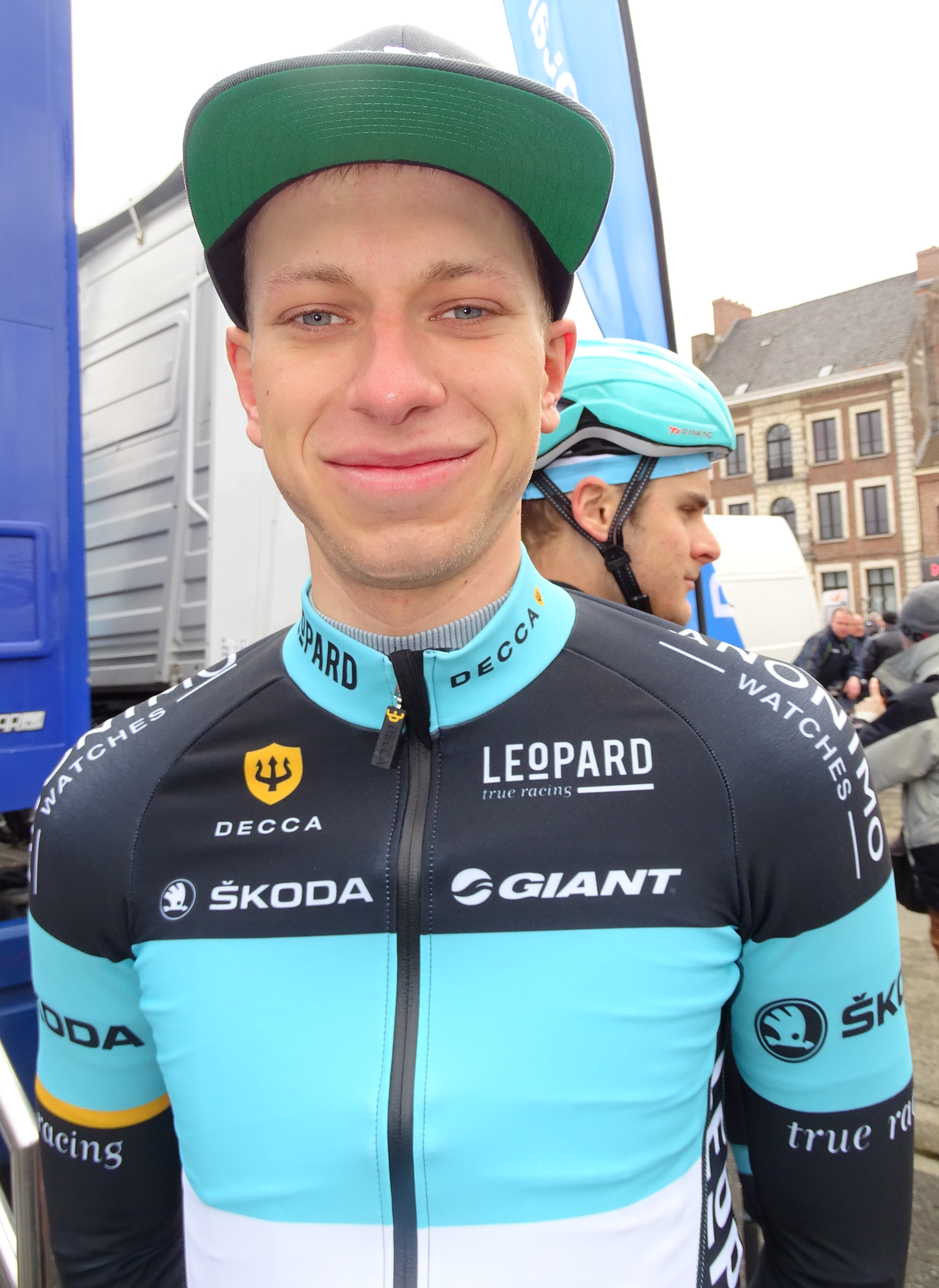
Patrick Olesen.
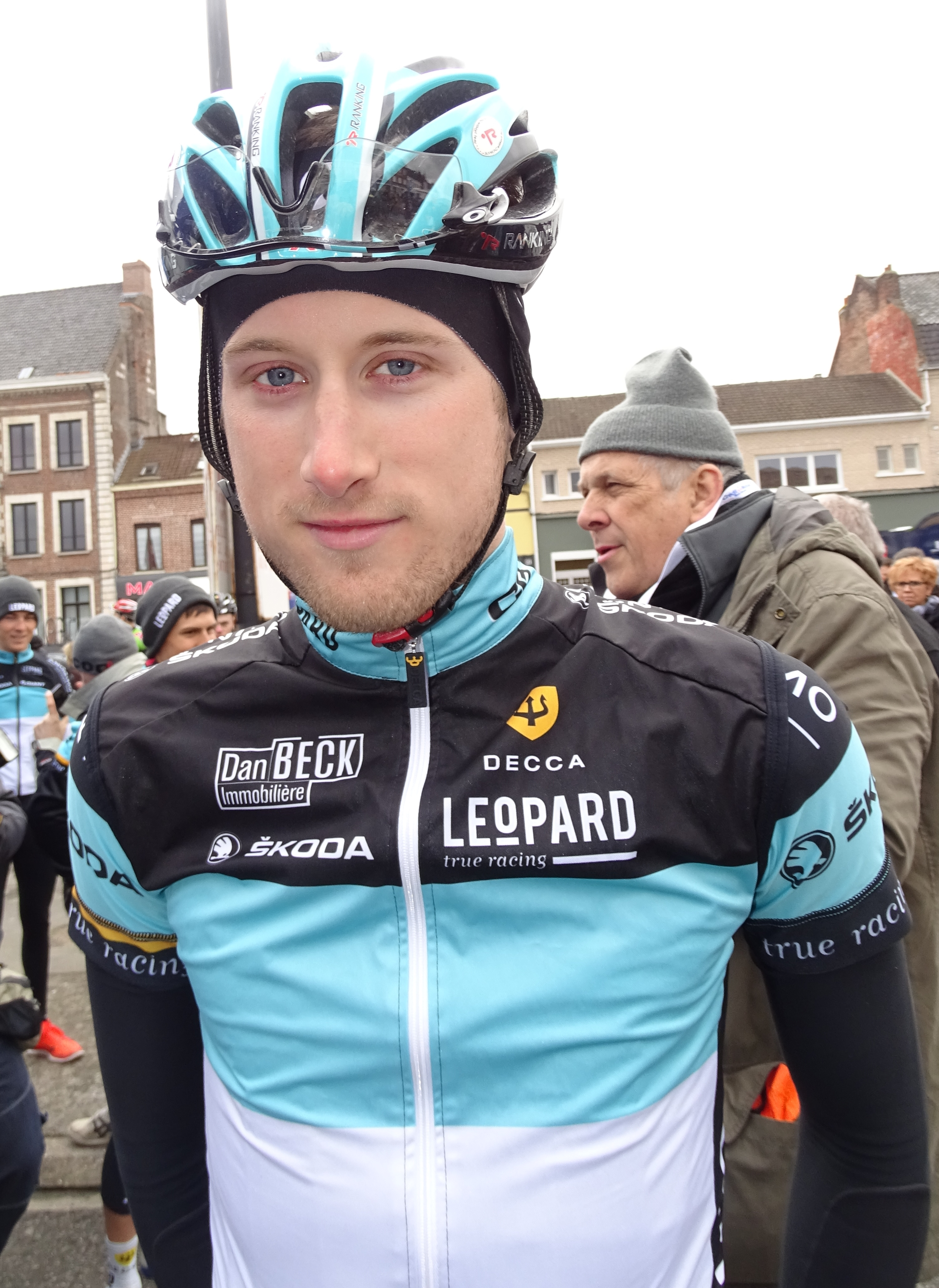
Pit Schlechter.
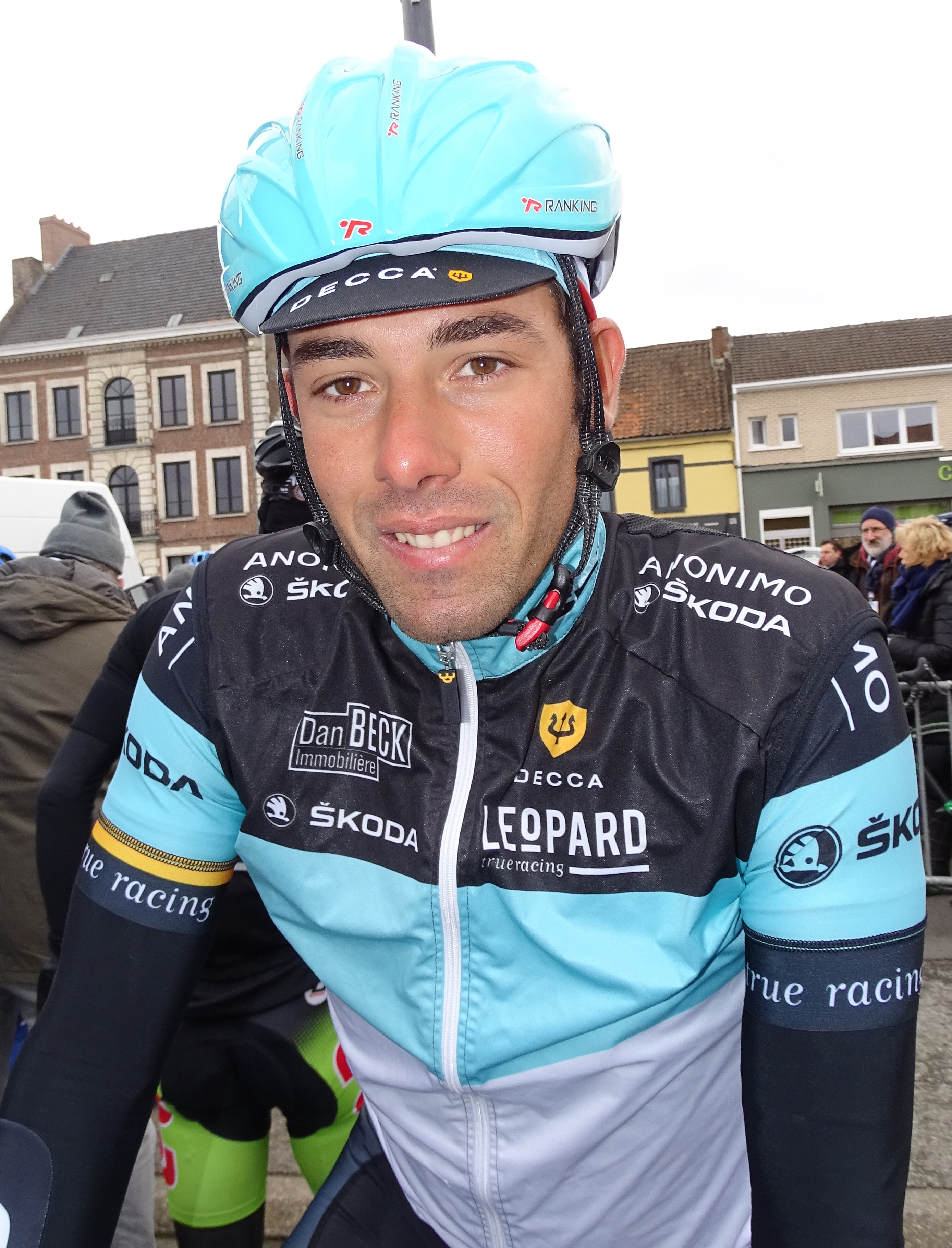
Fábio Silvestre.
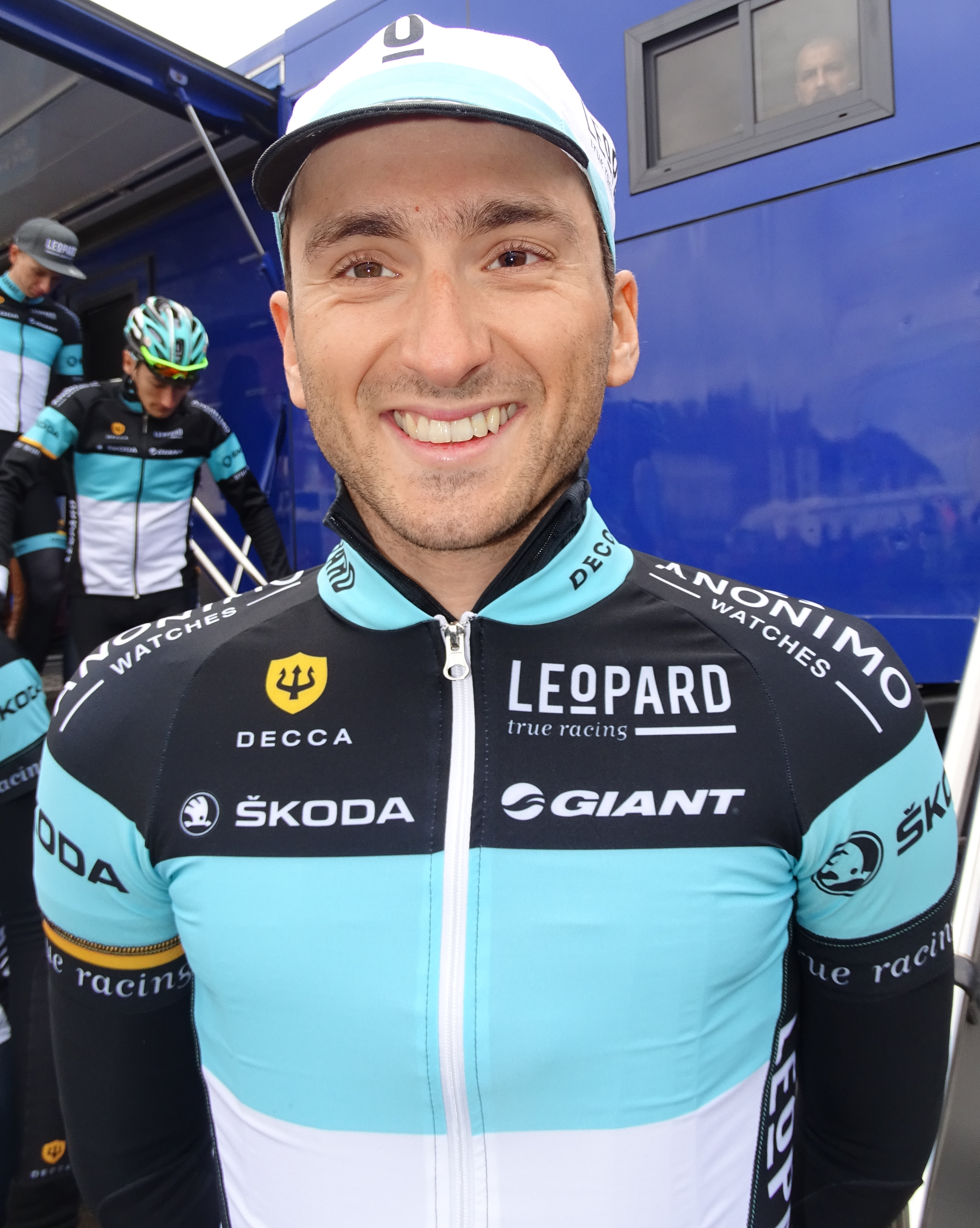
Laurent Vanden Bak.
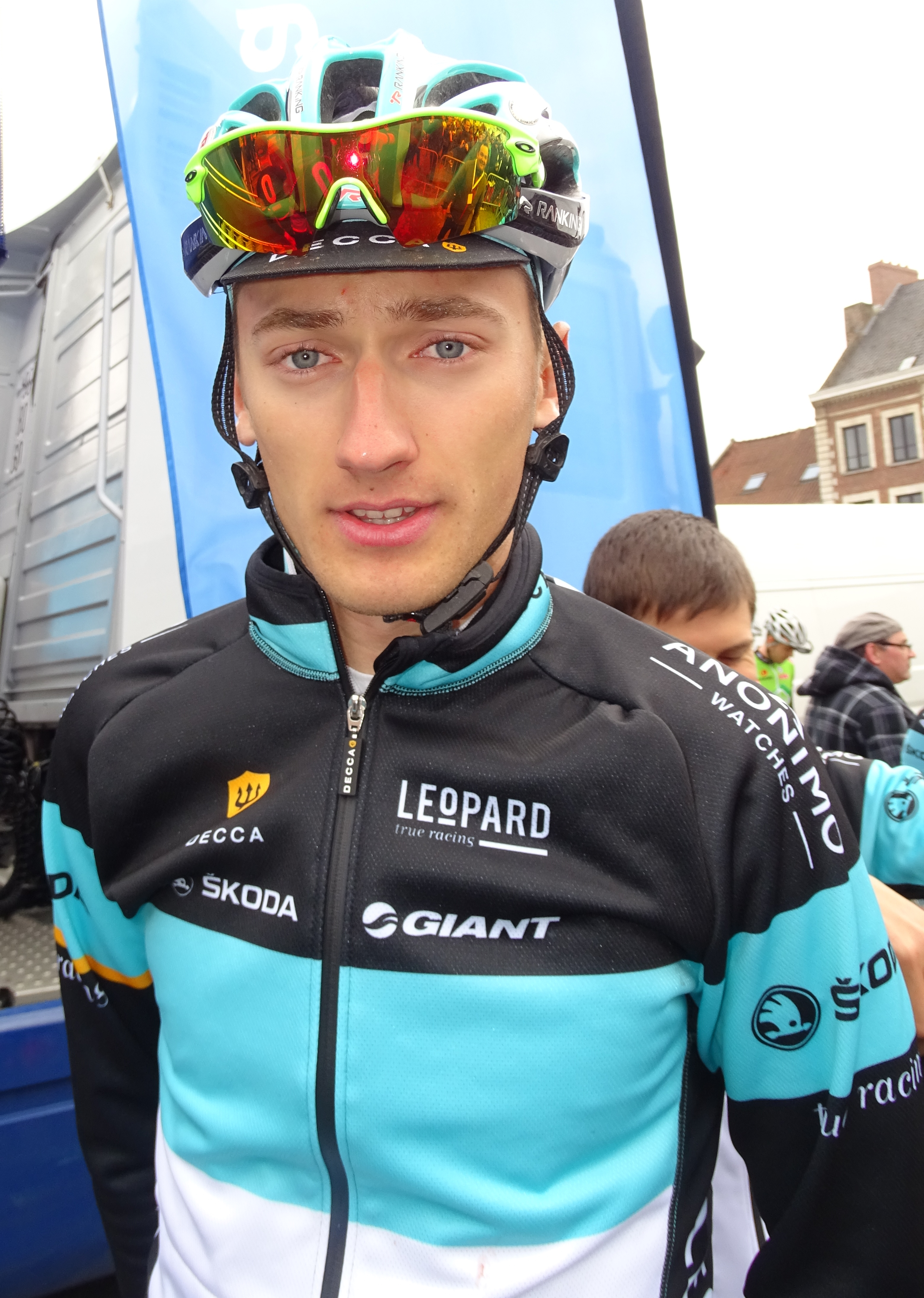
Tom Wirtgen.

## Bilan de la saison

### Victoires
| Date       | Course                                       | Pays       | Classe | Vainqueur       |
| ---------- | -------------------------------------------- | ---------- | ------ | --------------- |
| 03/04/2016 | 3ea étape du Triptyque des Monts et Châteaux | Belgique   | 2.2    | Tom Wirtgen     |
| 04/05/2016 | 1re étape de la Flèche du Sud                | Luxembourg | 2.2    | Fabio Silvestre |